# Coenophila subcaerulea
Coenophila subcaerulea là một loài bướm đêm trong họ Noctuidae.